# Laguna de Chiriquí
La laguna de Chiriquí Grande es una laguna costera del mar Caribe de Panamá; puerto natural localizado junto a la frontera sureste de Costa Rica, en la provincia de Bocas del Toro. Está flanqueada por las puntas Térraba al noroeste, y Valiente y Chiriquí Grande en la península Valiente al sureste. Con numerosas bocas naturales (golas), se divide en la laguna de Chiriquí Grande al este y la bahía del Almirante al oeste, entre las cuales se alza una península, isla Popa y Cayo de Agua. Los cayos y restingas van cerrando la costa, aislando sus aguas saladas de las del mar, para hacerse progresivamente más dulces con los aportes del continente. En sus inmediaciones se desarrolló la cultura Chiriquí Grande (esculturas de caimanes, cerámica) cuyo momento de mayor auge fue en el siglo XV.